# Berufliches Schulzentrum Vogtland
Das Berufliche Schulzentrum Vogtland (BSZ Vogtland) ist eine berufsbildende Schule mit Standorten in Reichenbach im Vogtland, Rodewisch und Klingenthal. Träger des BSZ Vogtland ist der in Südwestsachsen gelegene Vogtlandkreis. Es entstand 2013 aus den Beruflichen Schulzentren in Reichenbach im Vogtland und Rodewisch sowie dem Schulteil Klingenthal.
An den Standorten des BSZ Vogtland wird in den Schularten Berufsschule, Fachoberschule, Berufsfachschule und Berufliches Gymnasium ausgebildet.
Die Berufsschulen bieten den fachtheoretischen Unterricht der eine duale Ausbildung im Handwerk an. Dies geschieht im Blockunterricht, da die Schulen ein bundesweites Einzugsgebiet betreuen.
Darüber hinaus bieten die Berufsfachschulen auch praktischen Unterricht, welcher in Lehrwerkstätten mit betreuenden Meistern vermittelt wird.

## Schulteil Technik, Agrar und Bau in Reichenbach im Vogtland
Im Schulteil Reichenbach im Vogtland, Rathenaustraße 12, ist das Kompetenzzentrum für Kälte- und Klimatechnik sowie die Schulverwaltung angesiedelt.

### Berufsschule
Im Rahmen ihrer dualen Ausbildung besuchen die Auszubildenden in den Bereichen der
- Kältetechnik[2]

- Metalltechnik
- Sanitär-, Heizungs- und Klimatechnik
- Landwirtschaft
- Gleisbautechnik
- Bautechnik

die Berufsschule in Reichenbach im Vogtland.

### Berufsvorbereitungsjahr
Das 2-jährige Berufsvorbereitungsjahr wird in den Berufsfeldern
- Holztechnik / Produktion und Dienstleistungen in Umwelt und Landwirtschaft
- Ernährung, Gästebetreuung und hauswirtschaftliche Dienstleistungen / Wirtschaft und Verwaltung

angeboten.
Nach erfolgreicher Beendigung wird ein dem Hauptschulabschluss gleichwertiger Abschluss und die Berufsreife zuerkannt.

## Schulteil Wirtschaft und Informatik in Rodewisch
Das 2004 fertiggestellte Schulgebäude befindet sich in Rodewisch, Parkstraße 5 a.

### Allgemeine Hochschul- und Fachhochschulreife
Am Beruflichen Gymnasium erfolgt in den Fachrichtungen Informations- und Kommunikationstechnologie und Wirtschaftswissenschaften eine dreijährige Ausbildung zur Erlangung der allgemeinen Hochschulreife.
An der Fachoberschule für Wirtschaft und Verwaltung wird eine zweijährige Ausbildung zur Erlangung der Fachhochschulreife angeboten. Diese kann bei vorhandenem einschlägigem Berufsabschluss auf 1 Jahr verkürzt werden.

### Berufsschule
Der Schulteil Wirtschaft und Informatik Rodewisch hat sich zudem auf die kaufmännische Ausbildung spezialisiert.
An diesem Standort erfolgt die duale Ausbildung in den Berufen
- Kaufleute für IT-Systemmanagement
- Kaufleute für Digitalisierungsmanagement
- Kaufleute für Büromanagement
- Kaufleute für Spedition und Logistikdienstleistung
- Tourismuskaufleute (Kaufleute für Privat- und Geschäftsreisen)

## Schulteil Musikinstrumentenbau in Klingenthal
Der Schulteil Klingenthal ist eine von insgesamt drei Schulen in der Bundesrepublik Deutschland welche Musikinstrumentenbauer ausbildet.
Regelmäßig gingen aus den Reihen Landes- und Bundessieger im Leistungswettbewerb des Deutschen Handwerks hervor.

### Berufsfachschule
In der Berufsfachschule kann eine 3-jährigen Vollzeitausbildung in den Berufen
- Geigenbauer
- Handzuginstrumentenmacher
- Zupfinstrumentenmacher

absolviert werden. Es findet eine Aufnahmeprüfung statt.
Die Zwischen- und Abschlussprüfung wird auf Antrag von der Handwerkskammer Chemnitz abgenommen.

### Berufsschule
Die Berufsschule ist für die Vermittlung der berufstheoretischen Inhalte der Ausbildungsberufe
- Bogenbauer
- Holzblasinstrumentenmacher
- Metallblasinstrumentenmacher
- Geigenbauer
- Handzuginstrumentenmacher
- Zupfinstrumentenmacher

zuständig.